# NGC 61B
NGC 61B (другие обозначения — NGC 61-2, MCG −1-1-63, VV 742, PGC 1085) — линзообразная галактика (S0) в созвездии Кит.
Этот объект не входит в число перечисленных в оригинальной редакции «Нового общего каталога» и был добавлен позднее.